# スタンバ
スタンバ（英語：Stambha）とは、インドで使用される言葉で柱や塔を意味する語である。神話では、天国（スヴァルガロカ）と地上（プリティヴィー）を繋ぐものである。
- アショーカ・ピラー
- キルティ・スタンバ（英語版）（名誉の塔）
- ヴィジャイ・スタンバ（英語版）（勝利の塔）
- インドの建築様式（英語版）においてもスタンバという言葉が用いられる。
  - ダーヴァジャ（英語版）スタンバ - ダーヴァジャは旗を意味する語である。寺院の本堂の前に建てられる塔。
  - Manastambha（英語版） -